# Niels Bjørn Larsen
Niels Bjørn Larsen, född 5 oktober 1913 i Köpenhamn, död 13 mars 2003, var en dansk dansare, balettmästare och koreograf. Han studerade vid Den Kongelige Ballets balettskola där han senare också kom att undervisa.
Under 1940-talet turnerade han med ett eget balettkompani.
Bjørn Larsen är far till dansaren Dinna Bjørn.

## Koreografi
- 1957 – Kärlek mot betalning
- 1962 – Den kära familjen
- 1970 – Husarernas mandomsprov
- 1987 – Babettes gästabud
- 1988 – Vid vägen